# Liste des joueurs suisses dans la LNH
La liste des joueurs suisses dans la LNH contient les 46 hockeyeurs suisses ayant joué au moins une fois dans la Ligue nationale de hockey – le dernier étant Tim Berni (en) – et 44 ayant été repêchés par l'une de ses franchises sans y avoir évolué. Elle ne tient toutefois pas compte des binationaux qui ont porté le maillot d'une autre équipe nationale junior ou senior, comme Paul DiPietro ou Hnat Domenichelli.
Jamais aligné, l'ancien attaquant du HC Davos Jacques Soguel est le premier Suisse à avoir été repêché, en 1976. Mais c’est finalement l’attaquant Kenneth Baumgartner en janvier 1988 qui sera le premier aligné dans la LNH, par les Kings de Los Angeles. Sélectionné au 1er rang total en 2017 par les Devils du New Jersey, Nico Hischier est le Suisse repêché le plus tôt de l'histoire. 
Au sein de cette liste, on retrouve trois – David Aebischer, Martin Gerber et Mark Streit – vainqueurs de la coupe Stanley et trois capitaines de franchise à un moment donné de leur carrière, à savoir Mark Streit, Nico Hischier et Roman Josi. Ce dernier est également le seul récipiendaire d'un trophée individuel, le trophée James-Norris, en l'occurrence décerné au meilleur défenseur de la ligue, et le premier à figurer sur une équipe d'étoiles.

## Liste par date du premier match
Statistiques, prenant en compte les séries éliminatoires, comptabilisées à la fin de la saison 2021-2022

### Gardiens
| Joueur          | Premier match     | PJ  | V   | Moy  | % Arr | Bl | Équipe(s) | Équipe actuelle         |
| --------------- | ----------------- | --- | --- | ---- | ----- | -- | --- | ----------------------- |
| Pauli Jaks      | 29 janvier 1995   | 1   | 0   | 3,00 | 90,2  | 0  | Kings de Los Angeles (1995) | À la retraite           |
| David Aebischer | 18 octobre 2000   | 214 | 106 | 2,52 | 91,2  | 13 | Avalanche du Colorado (2000-2006) Canadiens de Montréal (2006-2007) Coyotes de Phoenix (2007)                                                                       | À la retraite           |
| Martin Gerber   | 11 octobre 2002   | 229 | 113 | 2,63 | 91,1  | 10 | Mighty Ducks d'Anaheim (2002-2004) Hurricanes de la Caroline (2005-2006) Sénateurs d'Ottawa (2006-2009) Maple Leafs de Toronto (2009) Oilers d'Edmonton (2010-2011) | À la retraite           |
| Jonas Hiller *  | 30 septembre 2007 | 437 | 212 | 2,53 | 91,6  | 26 | Ducks d'Anaheim (2007-2014) Flames de Calgary (2014-2016) | À la retraite           |
| Tobias Stephan  | 13 octobre 2007   | 11  | 1   | 3,49 | 88,3  | 0  | Stars de Dallas (2007-2009) | À la retraite           |
| Reto Berra      | 3 novembre 2013   | 76  | 20  | 2,85 | 90,5  | 3  | Flames de Calgary (2013-2014) Avalanche du Colorado (2014-2016) Panthers de la Floride (2016-2017) Ducks d'Anaheim (2017-2018)                                      | HC Fribourg-Gottéron    |
| Gilles Senn     | 20 décembre 2019  | 2   | 0   | 3,42 | 90,2  | 0  | Devils du New Jersey (2019-2021) | HC Davos                |
| Akira Schmid    | 11 décembre 2021  | 6   | 0   | 4,83 | 83,3  | 0  | Devils du New Jersey (2021-2024) Golden Knights de Vegas (2024-...)                                                                                                 | Golden Knights de Vegas |

* Joueur non repêché

### Attaquants et défenseurs
Abréviations : D = défenseur, C = centre, AD = ailier droit, AG = ailier gauche
| Joueur              | Premier match    | Pos   | PJ  | B   | A   | Pts | Pén   | Équipe(s) | Équipe actuelle        |
| ------------------- | ---------------- | ----- | --- | --- | --- | --- | ----- | --- | ---------------------- |
| Kenneth Baumgartner | 4 janvier 1988   | AG    | 696 | 13  | 41  | 54  | 2 242 | Kings de Los Angeles (1987-1989) Islanders de New York (1989-1992) Maple Leafs de Toronto (1992-1996) Mighty Ducks d'Anaheim (1996-1997) Bruins de Boston (1997-1999)                                                            | À la retraite          |
| Reto von Arx        | 5 octobre 2000   | AG    | 19  | 3   | 1   | 4   | 4     | Blackhawks de Chicago (2000-2001) | À la retraite          |
| Michel Riesen       | 6 octobre 2000   | AD    | 12  | 0   | 1   | 1   | 4     | Oilers d'Edmonton (2000) | À la retraite          |
| Thomas Ziegler      | 6 février 2001   | C     | 5   | 0   | 0   | 0   | 0     | Lightning de Tampa Bay (2001) | À la retraite          |
| Julien Vauclair     | 25 octobre 2003  | D     | 1   | 0   | 0   | 0   | 2     | Sénateurs d'Ottawa (2003) | À la retraite          |
| Goran Bezina        | 10 mars 2004     | D     | 3   | 0   | 0   | 0   | 2     | Coyotes de Phoenix (2004) | À la retraite          |
| Timo Helbling       | 5 octobre 2005   | D     | 11  | 0   | 1   | 1   | 8     | Lightning de Tampa Bay (2005-2006) Capitals de Washington (2006) | À la retraite          |
| Mark Streit         | 8 octobre 2005   | D     | 820 | 100 | 349 | 449 | 392   | Canadiens de Montréal (2005-2008) Islanders de New York (2008-2013) Flyers de Philadelphie (2013-2017) Penguins de Pittsburgh (2017) Canadiens de Montréal (2017)                                                                | À la retraite          |
| Patrick Fischer *   | 5 octobre 2006   | C     | 27  | 4   | 6   | 10  | 24    | Coyotes de Phoenix (2006-2007) | À la retraite          |
| Tim Ramholt         | 29 novembre 2007 | D     | 1   | 0   | 0   | 0   | 0     | Flames de Calgary (2007) | À la retraite          |
| Luca Sbisa          | 11 octobre 2008  | D     | 581 | 21  | 100 | 121 | 419   | Flyers de Philadelphie (2008-2009) Ducks d'Anaheim (2009-2014) Canucks de Vancouver (2014-2017) Golden Knights de Vegas (2017-2018) Islanders de New York (2018-2019) Jets de Winnipeg (2019-2020) Predators de Nashville (2021) | À la retraite          |
| Yannick Weber       | 8 janvier 2009   | D     | 541 | 32  | 68  | 100 | 214   | Canadiens de Montréal (2009-2013) Canucks de Vancouver (2013-2016) Predators de Nashville (2016-2020) Penguins de Pittsburgh (2021)                                                                                              | ZSC Lions              |
| Cody Almond         | 19 février 2010  | C     | 25  | 2   | 0   | 2   | 26    | Wild du Minnesota (2009-2012) | Lausanne HC            |
| Nino Niederreiter   | 9 octobre 2010   | AD    | 814 | 196 | 202 | 398 | 408   | Islanders de New York (2010-2012) Wild du Minnesota (2013-2019) Hurricanes de la Caroline (2019-2022) Predators de Nashville (2022-2023) Jets de Winnipeg (2023-...)                                                             | Jets de Winnipeg       |
| Roman Wick          | 25 février 2011  | AD    | 7   | 0   | 0   | 0   | 0     | Sénateurs d'Ottawa (2011) | À la retraite          |
| Raphael Diaz *      | 6 octobre 2011   | D     | 213 | 8   | 41  | 49  | 62    | Canadiens de Montréal (2011-2014) Canucks de Vancouver (2014) Rangers de New York (2014) Flames de Calgary (2014-2015) Rangers de New York (2016)                                                                                | HC Fribourg-Gottéron   |
| Roman Josi          | 26 novembre 2011 | D     | 845 | 151 | 433 | 584 | 346   | Predators de Nashville (2011-...) | Predators de Nashville |
| Sven Bärtschi       | 9 mars 2012      | AG    | 294 | 66  | 72  | 138 | 78    | Flames de Calgary (2012-2015) Canucks de Vancouver (2015-2021) Golden Knights de Vegas (2021) | À la retraite          |
| Damien Brunner *    | 19 janvier 2013  | AD    | 121 | 25  | 33  | 58  | 46    | Red Wings de Détroit (2013) Devils du New Jersey (2013-2014) | À la retraite          |
| Simon Moser *       | 1er février 2014 | C     | 6   | 1   | 1   | 2   | 2     | Predators de Nashville (2014) | CP Berne               |
| Mirco Müller        | 8 octobre 2014   | D     | 188 | 5   | 23  | 28  | 61    | Sharks de San José (2014-2017) Devils du New Jersey (2017-2020) | HC Lugano              |
| Sven Andrighetto    | 6 décembre 2014  | AD    | 227 | 32  | 52  | 84  | 50    | Canadiens de Montréal (2014-2017) Avalanche du Colorado (2017-2019) | ZSC Lions              |
| Kevin Fiala         | 24 mars 2015     | AG/AD | 454 | 133 | 165 | 298 | 253   | Predators de Nashville (2015-2019) Wild du Minnesota (2019-2022) | Kings de Los Angeles   |
| Christoph Bertschy  | 7 novembre 2015  | A/C   | 9   | 0   | 1   | 1   | 8     | Wild du Minnesota (2015-2017) Devils du New Jersey (2018) | HC Fribourg-Gottéron   |
| Joël Vermin         | 19 novembre 2015 | AD    | 24  | 0   | 4   | 4   | 4     | Lightning de Tampa Bay (2015-2017) | CP Berne               |
| Dean Kukan *        | 26 mars 2016     | D     | 172 | 6   | 26  | 32  | 55    | Blue Jackets de Columbus (2016-2022) | ZSC Lions              |
| Denis Malgin        | 13 octobre 2016  | C     | 192 | 28  | 32  | 60  | 42    | Panthers de la Floride (2016-2020) Maple Leafs de Toronto (2020) Maple Leafs de Toronto (2022) Avalanche du Colorado (2022-2023)                                                                                                 | ZSC Lions              |
| Timo Meier          | 16 décembre 2016 | AD    | 429 | 130 | 154 | 284 | 280   | Sharks de San José (2016-2023) Devils du New Jersey (2023-...) | Devils du New Jersey   |
| Tanner Richard      | 20 décembre 2016 | C     | 3   | 0   | 0   | 0   | 2     | Lightning de Tampa Bay (2016-2017) | Genève-Servette HC     |
| Nico Hischier       | 7 octobre 2017   | C     | 305 | 59  | 128 | 207 | 83    | Devils du New Jersey (2017-...) | Devils du New Jersey   |
| Jonas Siegenthaler  | 9 novembre 2018  | D     | 186 | 3   | 24  | 27  | 101   | Capitals de Washington (2018-2021) Devils du New Jersey (2021-...) | Devils du New Jersey   |
| Gaëtan Haas *       | 2 octobre 2019   | AD    | 95  | 7   | 6   | 13  | 20    | Oilers d'Edmonton (2019-2021) | HC Bienne              |
| Calvin Thürkauf     | 22 février 2020  | C     | 3   | 0   | 0   | 0   | 0     | Blue Jackets de Columbus (2020) | HC Lugano              |
| Pius Suter *        | 13 janvier 2021  | C     | 137 | 29  | 34  | 63  | 36    | Blackhawks de Chicago (2021) Red Wings de Détroit (2021-2023) Canucks de Vancouver (2023-...) | Canucks de Vancouver   |
| Philipp Kurashev    | 15 janvier 2021  | C     | 121 | 14  | 23  | 37  | 24    | Blackhawks de Chicago (2021-...) | Blackhawks de Chicago  |
| Grégory Hofmann     | 14 octobre 2021  | C     | 24  | 2   | 5   | 7   | 8     | Blue Jackets de Columbus (2021) | EV Zoug                |
| Janis Moser         | 15 décembre 2021 | D     | 43  | 4   | 11  | 15  | 16    | Coyotes de l'Arizona (2021-2024) Lightning de Tampa Bay (2024-...) | Lightning de Tampa Bay |
| Tim Berni (en)      | 6 décembre 2022  | D     | 1   | 0   | 0   | 0   | 2     | Blue Jackets de Columbus (2022) | Genève-Servette HC     |

* Joueur non repêché

## Joueurs par équipe de la LNH
Statistiques, prenant en compte les séries éliminatoires, comptabilisées à la fin de la saison 2021-2022
| Équipe                                  | Nombre de joueurs repêchés | Joueurs repêchés | Nombre de joueurs alignés | Joueurs alignés |
| --------------------------------------- | -------------------------- | --- | ------------------------- | --- |
| Ducks d'Anaheim Mighty Ducks d'Anaheim  | 3                          | René Stüssi (1996) Martin Gerber (2001) Rodwin Dionicio (2023)                                                               | 5                         | Kenneth Baumgartner (90 matchs) Martin Gerber (56 matchs) Jonas Hiller (352 matchs) Luca Sbisa (240 matchs) Reto Berra (5 matchs)                                                             |
| Coyotes de l'Arizona Coyotes de Phoenix | 5                          | Goran Bezina (1999) Severin Blindenbacher (2001) Loïc Burkhalter (2003) Valentin Nussbaumer (de) (2019) Janis Moser (2021)   | 4                         | Goran Bezina (3 matchs) Patrick Fischer* (27 matchs) David Aebischer (1 match) Janis Moser (43 matchs)                                                                                        |
| Bruins de Boston                        | aucun                      | - | 1                         | Kenneth Baumgartner (160 matchs) |
| Sabres de Buffalo                       | 1                          | Kenneth Baumgartner (1985)                                                                                                   | aucun                     | - |
| Flames de Calgary                       | 4                          | Beat Forster (2001) Emanuel Peter (2002) Tim Ramholt (2003) Sven Bärtschi (2011)                                             | 5                         | Tim Ramholt (1 match) Jonas Hiller (85 matchs) Sven Bärtschi (66 matchs) Reto Berra (29 matchs) Raphael Diaz* (59 matchs)                                                                     |
| Hurricanes de la Caroline               | 2                          | Daniel Manzato (2002) Grégory Hofmann (2011)                                                                                 | 2                         | Martin Gerber (66 matchs) Nino Niederreiter (277 matches) |
| Blackhawks de Chicago                   | 4                          | Lars Weibel (1994) Reto von Arx (2000) Arne Ramholt (2000) Philipp Kurashev (2018)                                           | 3                         | Reto von Arx (19 matchs) Pius Suter* (55 matches) Philipp Kurashev (121 matches) |
| Avalanche du Colorado                   | 1                          | David Aebischer (1997) | 3                         | David Aebischer (187 matchs) Reto Berra (34 matchs) Sven Andrighetto (144 matchs) |
| Blue Jackets de Columbus                | 3                          | Raffaele Sannitz (2001) Calvin Thürkauf (2016) Tim Berni (en) (2018)                                                         | 4                         | Dean Kukan* (172 matchs) Calvin Thürkauf (3 matchs) Grégory Hofmann (24 matchs) Tim Berni (en)                                                                                                |
| Stars de Dallas                         | 2                          | Tobias Stephan (2002) Lian Bichsel (2022)                                                                                    | 1                         | Tobias Stephan (11 matchs) |
| Red Wings de Détroit                    | 1                          | Joren van Pottelberghe (2015)                                                                                                | 1                         | Damien Brunner* (58 matchs) Pius Suter* (82 matches) |
| Oilers d'Edmonton                       | 1                          | Michel Riesen (1997) | 3                         | Michel Riesen (12 matchs) Martin Gerber (3 matchs) Gaëtan Haas* (95 matchs) |
| Panthers de la Floride                  | 2                          | Adrian Wichser (1998) Denis Malgin (2015)                                                                                    | 2                         | Denis Malgin (184 matchs) Reto Berra (7 matchs) |
| Kings de Los Angeles                    | 3                          | Pauli Jaks (1991) Patrick Howald (1993) Flavien Conne (2000)                                                                 | 2                         | Kenneth Baumgartner (101 matchs) Pauli Jaks (1 match) |
| Wild du Minnesota                       | 4                          | Julien Sprunger (2004) Julian Walker (2006) Cody Almond (2007) Christoph Bertschy (2012)                                     | 4                         | Cody Almond (25 matchs) Nino Niederreiter (473 matchs) Christoph Bertschy (8 matchs) Kevin Fiala (232 matches)                                                                                |
| Canadiens de Montréal                   | 4                          | Mattia Baldi (1996) Mark Streit (2004) Yannick Weber (2007) Sven Andrighetto (2013)                                          | 5                         | Mark Streit (219 matchs) David Aebischer (39 matchs) Yannick Weber (121 matchs) Raphael Diaz* (133 matchs) Sven Andrighetto (83 matchs)                                                       |
| Predators de Nashville                  | 5                          | Timo Helbling (1999) Martin Höhener (2000) Roman Josi (2008) Kevin Fiala (2014) Simon Knak (en) (2021)                       | 5                         | Roman Josi (845 matchs) Simon Moser* (6 matchs) Kevin Fiala (222 matchs) Yannick Weber (253 matchs) Luca Sbisa (1 match)                                                                      |
| Devils du New Jersey                    | 4                          | Mauro Jörg (2010) Nico Hischier (2017) Gilles Senn (2017) Akira Schmid (2018)                                                | 7                         | Damien Brunner* (57 matchs) Nico Hischier (305 matchs) Mirco Müller (134 matchs) Christoph Bertschy (1 match) Gilles Senn (2 matchs) Jonas Siegenthaler (78 matches) Akira Schmid (6 matches) |
| Islanders de New York                   | 1                          | Nino Niederreiter (2010) | 4                         | Kenneth Baumgartner (179 matchs) Mark Streit (292 matchs) Nino Niederreiter (64 matchs) Luca Sbisa (9 matchs)                                                                                 |
| Rangers de New York                     | 3                          | Sven Helfenstein (2000) Philippe Furrer (2003) Nico Gross (2018)                                                             | 1                         | Raphael Diaz* (16 matchs) |
| Sénateurs d'Ottawa                      | 3                          | Julien Vauclair (1998) Philippe Seydoux (2003) Roman Wick (2004)                                                             | 3                         | Julien Vauclair (1 match) Martin Gerber (104 matchs) Roman Wick (7 matchs) |
| Flyers de Philadelphie                  | 3                          | Kevin Romy (2003) Luca Sbisa (2008) Brian Zanetti (2021)                                                                     | 2                         | Luca Sbisa (40 matchs) Mark Streit (287 matchs) |
| Penguins de Pittsburgh                  | 1                          | Patrik Bärtschi (2002) | 2                         | Mark Streit (22 matchs) Yannick Weber (2 matches) |
| Sharks de San José                      | 3                          | Mirco Müller (2012) Noah Rod (2014) Timo Meier (2015)                                                                        | 2                         | Mirco Müller (54 matchs) Timo Meier (429 matchs) |
| Blues de Saint-Louis                    | 2                          | Jacques Soguel (1976) Reto Berra (2006)                                                                                      | aucun                     | - |
| Kraken de Seattle                       | aucun                      | - | aucun                     | - |
| Lightning de Tampa Bay                  | 4                          | Thomas Ziegler (2000) Luca Cunti (2007) Tanner Richard (2012) Joël Vermin (2013)                                             | 5                         | Thomas Ziegler (5 matchs) Timo Helbling (9 matchs) Joël Vermin (24 matchs) Tanner Richard (3 matchs) Janis Moser                                                                              |
| Maple Leafs de Toronto                  | 4                          | Luca Cereda (1999) Mirko Murovic (1999) Mike Knoepfli (2001) Fabrice Herzog (2013)                                           | 3                         | Kenneth Baumgartner (217 matchs) Martin Gerber (12 matchs) Denis Malgin (8 matchs) |
| Canucks de Vancouver                    | 2                          | Thomas Nüssli (2002) Juraj Šimek (2006)                                                                                      | 5                         | Yannick Weber (165 matchs) Luca Sbisa (123 matchs) Raphael Diaz* (6 matchs) Sven Bärtschi (227 matchs) Pius Suter*                                                                            |
| Golden Knights de Vegas                 | aucun                      | - | 2                         | Luca Sbisa (42 matchs) Sven Bärtschi (1 match) |
| Capitals de Washington                  | 5                          | Mark Ouimet (en) (1990) Peter Guggisberg (2004) Jonas Siegenthaler (2015) Damien Riat (de) (2016) Tobias Geisser (de) (2017) | 2                         | Timo Helbling (2 matchs) Jonas Siegenthaler (108 matchs) |
| Jets de Winnipeg                        | aucun                      | - | 1                         | Luca Sbisa (44 matchs) |

* Joueur non repêché

## Repêchage

### Joueurs ayant joué au moins un match
Depuis le premier repêchage amateur de la LNH en 1963, 80 joueurs suisses, naturalisés compris, ont été sélectionnés par les équipes de la LNH. Jacques Soguel en 1976 était le premier. Le premier à être appelé au 1er tour est Michel Riesen en 1997, au 14e rang. Sur ce total, 38 ont au moins joué un match dans la LNH, le dernier étant le défenseur Tim Berni (en), en 2022, avec les Blue Jackets de Columbus.
| Rang | Joueur            | Position | Année | Équipe                 |
| ---- | ----------------- | -------- | ----- | ---------------------- |
| 1    | Nico Hischier     | C        | 2017  | Devils du New Jersey   |
| 5    | Nino Niederreiter | AG       | 2010  | Islanders de New York  |
| 9    | Timo Meier        | AD       | 2015  | Sharks de San José     |
| 11   | Kevin Fiala       | AG/AD    | 2014  | Predators de Nashville |
| 13   | Sven Bärtschi     | AG       | 2011  | Flames de Calgary      |
| 14   | Michel Riesen     | AD       | 1997  | Oilers d'Edmonton      |
| 18   | Mirco Müller      | D        | 2012  | Sharks de San José     |
| 19   | Luca Sbisa        | D        | 2008  | Flyers de Philadelphie |

| Rang | Joueur             | Position | Année | Équipe                                        |
| ---- | ------------------ | -------- | ----- | --------------------------------------------- |
| 34   | Tobias Stephan     | G        | 2002  | Stars de Dallas                               |
| 38   | Roman Josi         | D        | 2008  | Predators de Nashville                        |
| 39   | Tim Ramholt        | D        | 2003  | Flames de Calgary                             |
| 57   | Jonas Siegenthaler | D        | 2015  | Capitals de Washington                        |
| 60   | Janis Moser        | D        | 2021  | Coyotes de l'Arizona · ( Colorado, Islanders) |

| Rang | Joueur           | Position | Année | Équipe                 |
| ---- | ---------------- | -------- | ----- | ---------------------- |
| 71   | Tanner Richard   | C        | 2012  | Lightning de Tampa Bay |
| 73   | Yannick Weber    | D        | 2007  | Canadiens de Montréal  |
| 74   | Julien Vauclair  | D        | 1998  | Sénateurs d'Ottawa     |
| 86   | Sven Andrighetto | A        | 2013  | Canadiens de Montréal  |

| Rang | Joueur           | Position | Année | Équipe                    |
| ---- | ---------------- | -------- | ----- | ------------------------- |
| 102  | Denis Malgin     | C        | 2015  | Panthers de la Floride    |
| 103  | Grégory Hofmann  | C        | 2011  | Hurricanes de la Caroline |
| 106  | Reto Berra       | G        | 2006  | Blues de Saint-Louis      |
| 120  | Philipp Kurashev | C        | 2018  | Blackhawks de Chicago     |
| 161  | David Aebischer  | G        | 1997  | Avalanche du Colorado     |

| Rang | Joueur       | Position | Année | Équipe               |
| ---- | ------------ | -------- | ----- | -------------------- |
| 108  | Pauli Jaks   | G        | 1991  | Kings de Los Angeles |
| 129  | Gilles Senn  | G        | 2017  | Devils du New Jersey |
| 136  | Akira Schmid | G        | 2018  | Devils du New Jersey |
| 140  | Cody Almond  | C        | 2007  | Wild du Minnesota    |
| 156  | Roman Wick   | AD       | 2004  | Sénateurs d'Ottawa   |

| Rang | Joueur             | Position | Année | Équipe                   |
| ---- | ------------------ | -------- | ----- | ------------------------ |
| 158  | Christoph Bertschy | A/C      | 2012  | Wild du Minnesota        |
| 159  | Tim Berni (en)     | D        | 2018  | Blue Jackets de Columbus |
| 162  | Timo Helbling      | D        | 1999  | Predators de Nashville   |

| Rang | Joueur          | Position | Année | Équipe                   |
| ---- | --------------- | -------- | ----- | ------------------------ |
| 185  | Calvin Thürkauf | C        | 2016  | Blue Jackets de Columbus |
| 186  | Joël Vermin     | AD       | 2013  | Lightning de Tampa Bay   |

| Rang | Joueur        | Position | Année | Équipe                 |
| ---- | ------------- | -------- | ----- | ---------------------- |
| 232  | Martin Gerber | G        | 2001  | Mighty Ducks d'Anaheim |
| 234  | Goran Bezina  | D        | 1999  | Coyotes de Phoenix     |

| Rang | Joueur         | Position | Année | Équipe                 |
| ---- | -------------- | -------- | ----- | ---------------------- |
| 262  | Mark Streit    | D        | 2004  | Canadiens de Montréal  |
| 263  | Thomas Ziegler | AG       | 2000  | Lightning de Tampa Bay |
| 271  | Reto von Arx   | AG       | 2000  | Blackhawks de Chicago  |

| Rang | Joueur              | Position | Année | Équipe            |
| ---- | ------------------- | -------- | ----- | ----------------- |
| 245  | Kenneth Baumgartner | AG       | 1985  | Sabres de Buffalo |

### Joueurs repêchés sans match dans la LNH
Les 48 joueurs suivants ont été sélectionnés mais n'ont pas ou pas encore évolué dans la LNH.
| Rang | Joueur       | Position | Année | Équipe                 |
| ---- | ------------ | -------- | ----- | ---------------------- |
| 18   | Lian Bichsel | D        | 2022  | Stars de Dallas        |
| 24   | Luca Cereda  | C        | 1999  | Maple Leafs de Toronto |

| Rang | Joueur      | Position | Année | Équipe                             |
| ---- | ----------- | -------- | ----- | ---------------------------------- |
| 52   | Leon Muggli | D        | 2024  | Capitals de Washington · ( Vegas)  |
| 53   | Noah Rod    | AD       | 2014  | Sharks de San José · ( Pittsburgh) |

| Rang | Joueur           | Position | Année | Équipe                 |
| ---- | ---------------- | -------- | ----- | ---------------------- |
| 75   | Luca Cunti       | C/AG     | 2007  | Lightning de Tampa Bay |
| 78   | Beat Forster     | D        | 2001  | Flames de Calgary      |
| 100  | Philippe Seydoux | D        | 2003  | Sénateurs d'Ottawa     |

| Rang | Joueur                 | Position | Année | Équipe                               |
| ---- | ---------------------- | -------- | ----- | ------------------------------------ |
| 101  | Nico Gross             | D        | 2018  | Rangers de New York                  |
| 104  | Elijah Neuenschwander  | G        | 2025  | Ducks d'Anaheim · ( Anaheim Rangers) |
| 108  | Mirko Murovic          | AG       | 1999  | Maple Leafs de Toronto               |
| 108  | Kevin Romy             | C        | 2003  | Flyers de Philadelphie               |
| 110  | Joren van Pottelberghe | G        | 2015  | Red Wings de Détroit                 |
| 110  | Brian Zanetti          | D        | 2021  | Flyers de Philadelphie               |
| 116  | Christian Kirsch       | G        | 2024  | Sharks de San José · ( Vegas)        |
| 117  | Damien Riat (de)       | AG       | 2016  | Capitals de Washington               |
| 117  | Julien Sprunger        | AD       | 2004  | Wild du Minnesota                    |
| 120  | Tobias Geisser (de)    | D        | 2017  | Capitals de Washington               |

| Rang | Joueur           | Position | Année | Équipe                    |
| ---- | ---------------- | -------- | ----- | ------------------------- |
| 94   | Mark Ouimet (en) | C        | 1990  | Capitals de Washington    |
| 129  | Rodwin Dionicio  | D        | 2023  | Ducks d'Anaheim           |
| 142  | Emanuel Peter    | C        | 2002  | Flames de Calgary         |
| 142  | Fabrice Herzog   | AD       | 2013  | Maple Leafs de Toronto    |
| 160  | Daniel Manzato   | G        | 2002  | Hurricanes de la Caroline |

| Rang | Joueur           | Position | Année | Équipe                 |
| ---- | ---------------- | -------- | ----- | ---------------------- |
| 162  | Julian Walker    | A        | 2006  | Wild du Minnesota      |
| 166  | Peter Guggisberg | AG       | 2004  | Capitals de Washington |
| 167  | Juraj Šimek      | AD       | 2006  | Canucks de Vancouver   |
| 174  | Ludvig Johnson   | D        | 2025  | Mammoth de l'Utah      |
| 175  | Sven Helfenstein | A        | 2000  | Rangers de New York    |
| 179  | Philippe Furrer  | D        | 2003  | Rangers de New York    |
| 179  | Simon Knak (en)  | AD       | 2021  | Predators de Nashville |
| 191  | Rico Gredig      | AG       | 2024  | Rangers de New York    |

| Rang | Joueur                   | Position | Année | Équipe                               |
| ---- | ------------------------ | -------- | ----- | ------------------------------------ |
| 202  | Patrik Bärtschi          | AG       | 2002  | Penguins de Pittsburgh               |
| 204  | Mauro Jörg               | AG       | 2010  | Devils du New Jersey                 |
| 204  | Raffaele Sannitz         | C        | 2001  | Blue Jackets de Columbus             |
| 207  | Valentin Nussbaumer (de) | C        | 2019  | Coyotes de l'Arizona · ( Pittsburgh) |
| 221  | Basile Sansonnens        | D        | 2024  | Canucks de Vancouver                 |

| Rang | Joueur         | Position | Année | Équipe                 |
| ---- | -------------- | -------- | ----- | ---------------------- |
| 121  | Jacques Soguel | A        | 1976  | Blues de Saint-Louis   |
| 207  | Mattia Baldi   | AG       | 1996  | Canadiens de Montréal  |
| 209  | René Stüssi    | A        | 1996  | Mighty Ducks d'Anaheim |
| 250  | Flavien Conne  | AD       | 2000  | Kings de Los Angeles   |

| Rang | Joueur                | Position | Année | Équipe                 |
| ---- | --------------------- | -------- | ----- | ---------------------- |
| 231  | Adrian Wichser        | C        | 1998  | Panthers de la Floride |
| 273  | Severin Blindenbacher | D        | 2001  | Coyotes de Phoenix     |
| 276  | Mike Knoepfli         | AG       | 2001  | Maple Leafs de Toronto |
| 277  | Thomas Nüssli         | C        | 2002  | Canucks de Vancouver   |
| 284  | Martin Höhener        | D        | 2000  | Predators de Nashville |
| 290  | Loïc Burkhalter       | C        | 2003  | Coyotes de Phoenix     |
| 291  | Arne Ramholt          | D        | 2000  | Blackhawks de Chicago  |

| Rang | Joueur      | Position | Année | Équipe                |
| ---- | ----------- | -------- | ----- | --------------------- |
| 248  | Lars Weibel | G        | 1994  | Blackhawks de Chicago |

| Rang | Joueur         | Position | Année | Équipe               |
| ---- | -------------- | -------- | ----- | -------------------- |
| 276  | Patrick Howald | AG       | 1993  | Kings de Los Angeles |

### Joueurs suisses repêchés par année
| Année | Joueurs |
| ----- | ------- |
| 1963  | 0       |
| 1964  | 0       |
| 1965  | 0       |
| 1966  | 0       |
| 1967  | 0       |
| 1968  | 0       |
| 1969  | 0       |
| 1970  | 0       |
| 1971  | 0       |
| 1972  | 0       |
| 1973  | 0       |
| 1974  | 0       |
| 1975  | 0       |
| 1976  | 1       |
| 1977  | 0       |
| 1978  | 0       |

| Année | Joueurs |
| ----- | ------- |
| 1979  | 0       |
| 1980  | 0       |
| 1981  | 0       |
| 1982  | 0       |
| 1983  | 0       |
| 1984  | 0       |
| 1985  | 1       |
| 1986  | 0       |
| 1987  | 0       |
| 1988  | 0       |
| 1989  | 0       |
| 1990  | 1       |
| 1991  | 1       |
| 1992  | 0       |
| 1993  | 1       |
| 1994  | 1       |
| 1995  | 0       |
| 1996  | 2       |
| 1997  | 2       |
| 1998  | 2       |
| 1999  | 4       |
| 2000  | 6       |
| 2001  | 5       |
| 2002  | 5       |
| 2003  | 5       |
| 2004  | 4       |
| 2005  | 0       |
| 2006  | 3       |
| 2007  | 3       |
| 2008  | 2       |
| 2009  | 0       |
| 2010  | 2       |
| 2011  | 2       |
| 2012  | 3       |
| 2013  | 3       |
| 2014  | 2       |
| 2015  | 4       |
| 2016  | 2       |
| 2017  | 3       |
| 2018  | 4       |
| 2019  | 1       |
| 2020  | 0       |
| 2021  | 3       |
| 2022  | 1       |
| 2023  | 1       |
| 2024  | 4       |
| 2025  | 2       |

## Statistiques

### Saison régulière
Statistiques à la fin de la saison régulière 2021-2022
| Rang | Joueur              | M   |
| ---- | ------------------- | --- |
| 1    | Mark Streit         | 786 |
| 2    | Roman Josi          | 760 |
| 3    | Nino Niederreiter   | 732 |
| 4    | Kenneth Baumgartner | 696 |
| 5    | Luca Sbisa          | 549 |

| Rang | Joueur            | B   |
| ---- | ----------------- | --- |
| 1    | Nino Niederreiter | 181 |
| 2    | Roman Josi        | 140 |
| 3    | Kevin Fiala       | 124 |
| 4    | Timo Meier        | 123 |
| 5    | Mark Streit       | 96  |

| Rang | Joueur            | A   |
| ---- | ----------------- | --- |
| 1    | Roman Josi        | 402 |
| 2    | Mark Streit       | 338 |
| 3    | Nino Niederreiter | 187 |
| 4    | Kevin Fiala       | 159 |
| 5    | Timo Meier        | 141 |

| Rang | Joueur            | Pts |
| ---- | ----------------- | --- |
| 1    | Roman Josi        | 542 |
| 2    | Mark Streit       | 434 |
| 3    | Nino Niederreiter | 368 |
| 4    | Kevin Fiala       | 283 |
| 5    | Timo Meier        | 264 |

| Rang | Joueur              | Pun  |
| ---- | ------------------- | ---- |
| 1    | Kenneth Baumgartner | 2242 |
| 2    | Luca Sbisa          | 385  |
| 3    | Mark Streit         | 374  |
| 4    | Nino Niederreiter   | 352  |
| 5    | Roman Josi          | 300  |

| Rang | Joueur          | MJ  | MD  |
| ---- | --------------- | --- | --- |
| 1    | Jonas Hiller    | 404 | 375 |
| 2    | Martin Gerber   | 229 | 214 |
| 3    | David Aebischer | 214 | 198 |
| 4    | Reto Berra      | 76  | 58  |
| 5    | Tobias Stephan  | 11  | 6   |

| Rang | Joueur          | V   |
| ---- | --------------- | --- |
| 1    | Jonas Hiller    | 197 |
| 2    | Martin Gerber   | 113 |
| 3    | David Aebischer | 106 |
| 4    | Reto Berra      | 20  |
| 5    | Tobias Stephan  | 1   |

| Rang | Joueur          | Moy  |
| ---- | --------------- | ---- |
| 1    | David Aebischer | 2,52 |
| 2    | Jonas Hiller    | 2,55 |
| 3    | Martin Gerber   | 2,63 |
| 4    | Reto Berra      | 2,85 |
| 5    | Pauli Jaks      | 3,00 |

| Rang | Joueur          | % Arr |
| ---- | --------------- | ----- |
| 1    | Pauli Jaks      | 92,0  |
| 2    | Jonas Hiller    | 91,4  |
| 3    | David Aebischer | 91,2  |
| 4    | Martin Gerber   | 91,1  |
| 5    | Reto Berra      | 90,5  |

| Rang | Joueur          | Bl |
| ---- | --------------- | -- |
| 1    | Jonas Hiller    | 23 |
| 2    | David Aebischer | 13 |
| 3    | Martin Gerber   | 10 |
| 4    | Reto Berra      | 3  |

### Séries éliminatoires
Statistiques à la fin des séries éliminatoires de la Coupe Stanley 2022
| Rang | Joueur              | M  |
| ---- | ------------------- | -- |
| 1    | Roman Josi          | 85 |
| 2    | Nino Niederreiter   | 82 |
| 3    | Kenneth Baumgartner | 51 |
| 4    | Yannick Weber       | 42 |
| 5    | Timo Meier          | 35 |

| Rang | Joueur            | B  |
| ---- | ----------------- | -- |
| 1    | Nino Niederreiter | 15 |
| 2    | Roman Josi        | 11 |
| 3    | Kevin Fiala       | 9  |
| 4    | Timo Meier        | 7  |
| 5    | Damien Brunner    | 5  |

| Rang | Joueur            | A  |
| ---- | ----------------- | -- |
| 1    | Roman Josi        | 31 |
| 2    | Nino Niederreiter | 15 |
| 3    | Timo Meier        | 13 |
| 4    | Mark Streit       | 11 |
| 5    | Luca Sbisa        | 7  |

| Rang | Joueur            | Pts |
| ---- | ----------------- | --- |
| 1    | Roman Josi        | 42  |
| 2    | Nino Niederreiter | 30  |
| 3    | Timo Meier        | 20  |
| 4    | Mark Streit       | 15  |
|      | Kevin Fiala       | 15  |

| Rang | Joueur              | Pun |
| ---- | ------------------- | --- |
| 1    | Kenneth Baumgartner | 106 |
| 2    | Nino Niederreiter   | 56  |
| 3    | Roman Josi          | 46  |
|      | Timo Meier          | 46  |
| 5    | Kevin Fiala         | 36  |

| Rang | Joueur          | MJ | MD |
| ---- | --------------- | -- | -- |
| 1    | Jonas Hiller    | 33 | 29 |
| 2    | David Aebischer | 13 | 11 |
| 3    | Martin Gerber   | 12 | 8  |

| Rang | Joueur          | V  |
| ---- | --------------- | -- |
| 1    | Jonas Hiller    | 15 |
| 2    | David Aebischer | 6  |
| 3    | Martin Gerber   | 1  |

| Rang | Joueur          | Moy  |
| ---- | --------------- | ---- |
| 1    | David Aebischer | 2,07 |
| 2    | Jonas Hiller    | 2,35 |
| 3    | Martin Gerber   | 3,50 |

| Rang | Joueur          | % Arr |
| ---- | --------------- | ----- |
| 1    | Jonas Hiller    | 93,0  |
| 2    | David Aebischer | 92,2  |
| 3    | Martin Gerber   | 89,0  |

| Rang | Joueur          | Bl |
| ---- | --------------- | -- |
| 1    | Jonas Hiller    | 3  |
| 2    | David Aebischer | 1  |
| 3    | Martin Gerber   | 1  |

### Premières dans la LNH

#### Saison régulière
- Premier match : Kenneth Baumgartner le 4 janvier 1988 avec les Kings de Los Angeles, contre les Devils du New Jersey
- Plus jeune Suisse à disputer un match : Nino Niederreiter à 18 ans et 31 jours, le 9 octobre 2011 avec les Islanders de New York, contre les Stars de Dallas
- Plus vieux Suisse à disputer un match : Mark Streit à 39 ans et 300 jours, le 7 octobre 2017 avec les Canadiens de Montréal
- Premier point : Kenneth Baumgartner le 18 février 1988 avec les Kings de Los Angeles, contre les Oilers d'Edmonton
- Plus jeune pointeur : Nino Niederreiter à 18 ans et 35 jours, le 13 octobre 2011 avec les Islanders de New York, contre les Capitals de Washington
- Premier but : Kenneth Baumgartner le 19 mars 1988 avec les Kings de Los Angeles, contre les Red Wings de Détroit
- Plus jeune buteur : Nino Niederreiter à 18 ans et 35 jours, le 13 octobre 2011 avec les Islanders de New York, contre les Capitals de Washington[50]
- Première passe décisive : Kenneth Baumgartner le 18 février 1988, avec les Kings de Los Angeles, contre les Oilers d'Edmonton
- Plus jeune passeur : Nino Niederreiter à 18 ans et 42 jours, le 21 octobre 2011 avec les Islanders de New York, contre le Lightning de Tampa Bay
- Première pénalité : Kenneth Baumgartner le 4 janvier 1988 avec les Kings de Los Angeles, contre les Devils du New Jersey, (19 minutes)
- Premier match avec plusieurs points : Kenneth Baumgartner le 1er décembre 1988 avec les Kings de Los Angeles, contre les Maple Leafs de Toronto (2 passes décisives)
- Premier match avec plusieurs buts : Reto von Arx le 7 octobre 2000 avec les Blackhawks de Chicago, contre les Blue Jackets de Columbus (2)
- Premier coup du chapeau : Nino Niederreiter le 13 novembre 2014 avec le Wild du Minnesota, contre les Sabres de Buffalo[51]
- Premier match avec plusieurs passes décisives : Kenneth Baumgartner le 1er décembre 1988 avec les Kings de Los Angeles, contre les Maple Leafs de Toronto (2)
- Première victoire : David Aebischer le 18 octobre 2000 avec l’Avalanche du Colorado, 5-1 contre les Blue Jackets de Columbus (20 arrêts)
- Premier blanchissage : David Aebischer le 26 octobre 2000 avec l’Avalanche du Colorado, contre les Blackhawks de Chicago (18 arrêts)

#### Séries éliminatoires
- Premier match : Kenneth Baumgartner le 6 avril 1988, avec les Kings de Los Angeles, contre les Flames de Calgary
- Premier point : Kenneth Baumgartner le 9 avril 1988, avec les Kings de Los Angeles, contre les Flames de Calgary
- Premier but : Kenneth Baumgartner le 21 mai 1993 avec les Maple Leafs de Toronto, contre les Kings de Los Angeles
- Première passe décisive : Kenneth Baumgartner le 9 avril 1988, avec les Kings de Los Angeles, contre les Flames de Calgary
- Première pénalité : Kenneth Baumgartner le 6 avril 1988, avec les Kings de Los Angeles, contre les Flames de Calgary (5 minutes)
- Premier match avec plusieurs points : Yannick Weber le 20 avril 2009 avec les Canadiens de Montréal, contre les Bruins de Boston, (1 but, 1 passe décisive)
- Premier match avec plusieurs buts : Mark Streit le 7 mai 2013 avec les Islanders de New York, contre les Penguins de Pittsburgh, (2)
- Premier coup du chapeau : encore aucun à ce jour
- Premier match avec plusieurs passes décisives : Mark Streit le 3 mai 2013 avec les Islanders de New York, contre les Penguins de Pittsburgh, (2)
- Première victoire : David Aebischer le 7 avril 2004, 3-1 avec l’Avalanche du Colorado, contre les Stars de Dallas (37 arrêts)
- Premier blanchissage : David Aebischer le 28 avril 2004, avec l’Avalanche du Colorado, contre les Sharks de San José (27 arrêts)
- Première victoire en Coupe Stanley : David Aebischer le 9 juin 2001, avec l’Avalanche du Colorado

### Repêchages
- Premier joueur repêché : Jacques Soguel au 121e rang du repêchage amateur 1976 par les Blues de Saint-Louis
- Premier joueur repêché au 1er tour : Michel Riesen au 14e rang du repêchage d'entrée 1997 par les Oilers d'Edmonton[52]

### Divers
- Mark Streit devient le 21 septembre 2011 le premier capitaine suisse d'une équipe de la LNH, avec les Islanders de New York[50]

### Records

#### En saison régulière
- Plus de matchs en une saison : Kevin Fiala, 83 durant la saison 2018-2019 avec les Predators de Nashville puis le Wild du Minnesota
- Plus de points en une saison : Roman Josi, 96 durant la saison 2021-2022 avec les Predators de Nashville
- Plus de buts en une saison : Timo Meier, 35 durant la saison 2021-2022 avec les Sharks de San José
- Plus de passes décisives en une saison : Roman Josi, 73 durant la saison 2021-2022 avec les Predators de Nashville
- Plus de minutes de pénalité en une saison : Kenneth Baumgartner, 286 durant la saison 1988-1989 avec les Ducks d'Anaheim
- Plus de matchs en une saison pour un gardien : Jonas Hiller, 73 durant la saison 2011-2012 avec les Ducks d'Anaheim
- Plus de victoires en une saison : Martin Gerber, 38 durant la saison 2005-2006 avec les Hurricanes de la Caroline
- Plus de blanchissages en une saison : Jonas Hiller, 5 durant les saisons 2010-2011 et 2013-2014 avec les Ducks d'Anaheim

#### En séries éliminatoires
- Plus de matchs en une saison éliminatoire : Roman Josi et Yannick Weber, 22 durant les séries de 2017 avec les Predators de Nashville
- Plus de points en une saison éliminatoire : Timo Meier 15 durant les séries de 2019 avec les Sharks de San José
- Plus de buts en une saison éliminatoire : Roman Josi 6 durant les séries de 2017 avec les Predators de Nashville
- Plus de passes décisives en une saison éliminatoire : Timo Meier 10 durant les séries de 2019 avec les Sharks de San José
- Plus de minutes de pénalité en une saison éliminatoire : Timo Meier 34 durant les séries de 2019 avec les Sharks de San José
- Plus de matchs en une saison éliminatoire pour un gardien : Jonas Hiller, 13 durant les séries de 2009 avec les Ducks d'Anaheim
- Plus de victoires en une saison éliminatoire : Jonas Hiller, 7 durant les séries de 2009 avec les Ducks d'Anaheim
- Plus de blanchissages en une saison éliminatoire : Jonas Hiller, 2 durant les séries de 2009 avec les Ducks d'Anaheim

#### Sur une saison complète
- Plus de matchs en une saison : Timo Meier, 98 durant la saison 2018-2019 avec les Sharks de San José
- Plus de points en une saison : Roman Josi, 98 durant la saison 2021-2022 avec les Predators de Nashville
- Plus de buts en une saison : Timo Meier, 35 durant les saisons 2018-2019 et 2021-2022 avec les Sharks de San José
- Plus de passes décisives en une saison : Roman Josi, 74 durant la saison 2021-2022 avec les Predators de Nashville
- Plus de matchs en une saison pour un gardien : David Aebischer, 73 durant la saison 2003-2004 avec l'Avalanche du Colorado et Jonas Hiller, durant la saison 2011-2012 avec les Ducks d'Anaheim
- Plus de victoires en une saison pour un gardien : Martin Gerber, 39 durant la saison 2005-2006 avec les Hurricanes de la Caroline
- Plus de blanchissages en une saison pour un gardien : David Aebischer, 5 durant la saison 2003-2004 avec l'Avalanche du Colorado et Jonas Hiller, durant les saisons 2010-2011 et 2013-2014 avec les Ducks d'Anaheim

#### Repêchages
- Plus de joueurs suisses repêchés lors d'une édition : 6, lors du repêchage d'entrée 2000
- Joueur repêché le plus tôt : Nico Hischier au 1er rang du repêchage d'entrée 2017 par les Devils du New Jersey

## Honneurs et titres

### Coupe Stanley

#### Les Suisses vainqueurs de la finale
Trois joueurs suisses ont soulevé la Coupe Stanley. Le premier est David Aebischer avec l’Avalanche du Colorado en 2001. Ce printemps-là, il garde la cage de l’équipe seulement 32 secondes en séries éliminatoires.
Le deuxième est un autre gardien, Martin Gerber, en 2006 avec les Hurricanes de la Caroline. Titulaire durant toute la saison, l'Emmentalois avait perdu sa place au cours du premier tour au profit de la recrue Cameron Ward, futur récipiendaire du trophée Conn-Smythe, couronnant le meilleur joueur des séries.
En 2017, le défenseur Mark Streit devient le premier joueur de champ à toucher au Graal. N'ayant toutefois pas disputé un nombre minimum de rencontres avec les Penguins de Pittsburgh en saison régulière (il a été échangé des Flyers de Philadelphie et n'en a disputé que 19 au lieu des 41 nécessaires) ni de match en finale, le nom du Bernois n'aurait pas dû être gravé sur la coupe. Mais une demande de dérogation des Penguins a tout de même permis au défenseur de figurer sur l'un des anneaux du trophée.

#### Les Suisses en finale
| Édition | Joueur(s)                                         | Équipe         | Résultat en finale | Performance en finale (M, B, A, P, min, )                               |
| ------- | ------------------------------------------------- | -------------- | ------------------ | ----------------------------------------------------------------------- |
| 2001    | David Aebischer (G)                               | Avalanche      | 4-3 Devils         | Aucun match                                                             |
| 2006    | Martin Gerber (G)                                 | Hurricanes     | 4-3 Oilers         | Aucun match                                                             |
| 2014    | Raphael Diaz (D)                                  | Rangers        | 1-4 Kings          | 1M, 0B, 0A, 0P, 10 min 15 s                                             |
| 2016    | Mirco Müller (D)*                                 | Sharks         | 2-4 Penguins       | Aucun match                                                             |
| 2017    | Mark Streit (D)**                                 | Penguins       | 4-2 Predators      | Aucun match                                                             |
| 2017    | Kevin Fiala (AG) Roman Josi (D) Yannick Weber (D) | Predators      | 2-4 Penguins       | Aucun match () 6M, 1B, 3A, 4P, 151 min 42 s 6M, 0B, 0A, 0P, 65 min 58 s |
| 2018    | Luca Sbisa (D)                                    | Golden Knights | 1-4 Capitals       | 5M, 0B, 2A, 2P, 76 min 53 s                                             |

* N'a pas été aligné durant les séries éliminatoires et n'avait pas disputé 41 rencontres en saison régulière, le seuil d'éligibilité pour avoir son nom gravé sur la coupe.
** N'a pas été aligné durant la finale et n'avait pas disputé 41 rencontres en saison régulière, le seuil d'éligibilité pour avoir son nom gravé sur la coupe, mais a bénéficié d'une dérogation de la Ligue.

### Récompenses annuelles
Pour sa brillante saison régulière 2019-2020, conclue avec notamment 65 points en 69 matchs mais tronquée par la pandémie de Covid-19, le défenseur bernois Roman Josi est nommé pour le trophée James-Norris, remis annuellement au meilleur arrière de la ligue, en compagnie de l'Américain des Capitals de Washington John Carlson et du Suédois du Lightning de Tampa Bay Victor Hedman. Un prix qu'il reçoit finalement le 21 septembre 2020, devenant ainsi le premier Suisse et le premier défenseur des Predators de Nashville à mériter cet honneur. En 2021-2022, il prend la deuxième place du classement et manque de très peu son deuxième trophée James-Norris. Cette saison, il devient toutefois le premier suisse à prendre place sur une équipe d'étoiles, la première en l'occurrence. Nico Hischier est lui aussi nommé pour le trophée Frank-J.-Selke, remis à l'attaquant ayant démontré le plus de compétence défensive, mais est devancé en 2022-2023 par Patrice Bergeron. En 2024, Josi est à nouveau nommé dans les trois finalistes du trophée James-Norris, aux côtés de Quinton Hughes, des Canucks de Vancouver, et de Cale Makar, défenseur de l'Avalanche du Colorado. C'est toutefois l'arrière des Canucks qui est décoré.

### Matchs des étoiles de la LNH
Mark Streit est le premier Suisse invité à un Match des étoiles de la Ligue nationale de hockey, en 2009. Le premier gardien est Jonas Hiller en 2011. En 2016, Roman Josi devient le troisième à y participer. Le défenseur des Predators de Nashville est de nouveau sélectionné en 2019, 2020 et 2022. En 2020, Nico Hischier remplace un coéquipier de New Jersey, blessé, et devient le premier avant suisse à prendre part au Match des étoiles. Il est suivi, en 2022, par Timo Meier, des Sharks de San José, puis Kevin Fiala, des Kings de Los Angeles, en 2023.

### Capitaines dans la LNH
Le défenseur bernois Mark Streit devient le premier Suisse capitaine d'une franchise de NHL quand les Islanders de New York le nomme à cette position le 21 septembre 2011. Il occupe cette fonction durant deux exercices, soit du début de la saison 2011-2012 à la fin de la saison 2012-2013. Presque six ans plus tard, le 19 septembre 2017, un autre Bernois, Roman Josi, reçoit le même honneur, cette fois chez les Predators de Nashville. Il occupe ainsi cette fonction depuis le début de la saison 2017-2018. Depuis 2021, le Valaisan Nico Hischier arbore aussi le « C », chez les Devils du New Jersey.
En bref :
- 2011-2013 : Mark Streit, Islanders de New York
- depuis 2017 : Roman Josi, Predators de Nashville
- depuis 2021 : Nico Hischier, Devils du New Jersey